# Gonaxis
Gonaxis é um género de gastrópode  da família Streptaxidae.
Este género contém as seguintes espécies:
- Gonaxis quadrilateralis Preston, 1910
- Gonaxis latula (Martens, 1895)
- Gonaxis translucida (Dupuis & Putzeys, 1901)
- Gonaxis usambarensis Verdcourt
- Gonaxis vosseleri Thiele